# Кузьминка (Дмитровский район)
Кузьми́нка — деревня в Дмитровском районе Орловской области. Входит в состав Соломинского сельского поселения.

## География
Расположена в 9 км к востоку от Дмитровска в верховье реки Общерицы, притока Неруссы. Высота над уровнем моря 245 м. Ближайшие населённые пункты — село Соломино и деревня Бычки. Через деревню проходит автомобильная дорога из Соломина в село Плоское. К юго-западу от Кузьминки расположено лесное урочище Топорищный.

## История
Упоминается с 1-й половины XVII века среди селений Радогожского стана Комарицкой волости Севского уезда. 
Упоминается в 1648 году как одна из деревень в приходе храма Димитрия Солунского села Морево. 
По данным 1649 года Кузьминка состояла из 15 дворов и была приписана к Моревскому острогу. Местные жители могли укрываться в этой крепости во время набегов крымских татар, а также должны были поддерживать её в обороноспособном состоянии. 
Согласно крестоприводной книге, 28 апреля 1682 года в городе Севске на верность государям Иоанну V и Петру I Алексеевичам приведён, среди прочих, рядовой из деревни Кузьминка Обрамка Иванов. На рубеже XVII и XVIII веков в соседнем Соломино был построен храм Архангела Михаила, прихожанами которого стали, в том числе, и жители Кузьминки. По переписи 1705 года в Кузьминке было 29 дворов, проживало 157 человек (в т.ч. 54 недоросля, 13 человек на военной службе). По переписи 1707 года в деревне был 21 двор, проживало 139 человек (в т.ч. 49 недорослей). 
На протяжении XVIII века Кузьминка принадлежала дворянам Кантемирам, Трубецким, Безбородко. В 1778 году за Кантемирами здесь числилось 199 душ мужского пола, за Трубецкими — 56. В 1797 году за Безбородко в деревне числилось 225 душ мужского пола.
В XIX веке Кузьминка была частично казённой, частично владельческой деревней. По данным 10-й ревизии 1858 года здесь проживало 100 душ мужского пола государственных крестьян, которые входили в подчинение Волковской казённой волости, а также крепостные двух помещиков: Василия Ивановича Сергеевича — 20 дворов, 134 крестьянина мужского пола; Екатерины Ивановны Чапкиной — 22 двора, в которых проживали 158 крестьян и 82 дворовых мужского пола (вместе с её владениями в соседних Бычках). 
В 1861—1923 годах деревня входила в состав Соломинской волости Дмитровского уезда. В 1866 году в Кузьминке было 52 двора, проживали 599 человек (296 мужского пола и 303 женского), действовали 14 маслобоен. К 1877 году число дворов увеличилось до 79, число жителей — до 643 человек. По данным 1894 года земля в Кузьминке принадлежала государству, помещику Сергеевичу и Толмачёвым. В 1897 году в деревне проживало 619 человек (286 мужского пола и 333 женского). В начале XX века из-за роста численности населения и недостатка земли  часть жителей Кузьминки выселилась в посёлки Александровский, Май и Сомовский.
В Первой мировой войне участвовали жители Кузьминки: Афончик Кирилл Михайлович (1886), Белов Иван Андреевич, Буйкин Иосиф Ильич,(1893), Бурыкин Михаил Макарович, Горлов Фёдор Егорович, Гришин Афанасий Нестерович, Гришин Сергей Львович (?—1914), Ермаков Максим Петрович, Ермаков Николай Дмитриевич, Зуйков Андрей Тимофеевич, Зуйков Иван Вонифатиевич, Зуйков Иосиф Денисович, Лебедев Тимофей Игнатьевич, Пенюшин Павел Андреевич (1885), Ремизов Егор Спиридонович, Рыженков Павел Петрович, Якушев Степан Григорьевич.
В 1926 году в Кузьминке было 126 дворов, проживало 668 человек (319 мужского пола и 349 женского), действовала школа 1-й ступени. В то время деревня входила в состав Бычанского сельсовета Лубянской волости Дмитровского уезда. Позже передана в Соломинский сельсовет. С 1928 года в составе Дмитровского района. В 1937 году в Кузьминке было 127 дворов, действовала школа. Во время Великой Отечественной войны, с октября 1941 года по 9 августа 1943 года, находилась в зоне немецко-фашистской оккупации. Бои за освобождение посёлка вели подразделения 102-й стрелковой дивизии. По состоянию на 1945 год в деревне действовал колхоз «Вольный край». В 1950-е годы хозяйства деревни были отнесены к более крупному колхозу имени Мичурина.

## Население
| 1866 | 1877 | 1897 | 1926 | 1979 | 2002 | 2010 |
| ---- | ---- | ---- | ---- | ---- | ---- | ---- |
| 599  | ↗643 | ↘619 | ↗668 | ↘115 | ↘60  | ↘18  |

## Исторические фамилии
Агеевы, Бурыкины, Гришины, Громовы, Ермаковы, Зимины, Зуйковы, Кытины, Лебедевы, Лободины, Логутковы, Пенюшины, Шумаковы, Юрчевы, Якушовы и другие.

## Персоналии
- Логутков, Александр Иванович (1927—2006) — писатель, заслуженный работник культуры РСФСР (1972).

## Памятники истории
На южной окраине деревни находится братская могила советских воинов, погибших в боях с фашистскими захватчиками во время Великой Отечественной войны. Перезахоронения производились из посёлков Александровский, Май и Сомовский.